# Nils Klebe
Nils Klebe (* 1979 in Pretzier bei Salzwedel) ist ein deutscher Breakdancer. Er gehört zur Breakdance-Crew Da Rookies und wurde Welt-, Europa- und deutscher Meister sowie zweifacher Weltrekordhalter. Er ist Ehrenbotschafter der Stadt Magdeburg und wurde 2020 zweifach für den Musikpreis OPUS Klassik nominiert. 2023 wurde er in einer Wahl der Volksstimme zum Magdeburger des Jahres gewählt.

## Leben
Klebe erwarb einen Realschulabschluss und absolvierte eine Ausbildung zum Facharbeiter für Lagerwirtschaft. Als Tänzer gehörte er der Crew The Real Fresh an, die sich 1999 mit einer weiteren Formation zu den Da Rookies zusammenschloss. 2002 zog er aus der Altmark nach Magdeburg und wurde professioneller Breakdancer.
2002 und 2006 wurde er Welt-, 2005 Europameister.
2005 eröffnete er die Movement Dance Academy GmbH, eine Tanzschule für Urbanen Tanz, die er gemeinsam mit seiner Frau Mandy Klebe betreibt. Die Academy zählt zu den erfolgreichsten Tanzschulen in Sachsen-Anhalt.
2010 gründete er seine Management Firma Da Rookies Entertainment, die sich vorrangig um die Vermarktung der Crew kümmert. 2018 folgte die Gründung der MaBa Entertainment GmbH, eine Agentur für Konzert, Live-Kommunikation und Marketing. Geschäftsführerin ist hier Mandy Klebe. 2018/19 gingen sie erstmals mit ihrer eigenen Showproduktion „Der Nussknacker – Klassik trifft auf Breakdance“ auf Deutschland-Tour mit über 25 Terminen. Weitere Erfolge waren unter anderem auch die Umsetzung der deutschen Breakdance Meisterschaften, die erstmals in Mitteldeutschland stattfanden.
2019 holte Klebe mit den Da Rookies einen weiteren Weltrekord für die größte Nussknacker Live Show der Welt. Sie fand vor knapp 4000 Zuschauern in der Getec Arena Magdeburg statt. Mehr als 80 Live-Musiker begleiteten das Event.

## Ehrungen
- 2006 trug sich Klebe in das Goldene Buch der Stadt Magdeburg ein
- 2019 wurden er und die Da Rookies zu Ehrenbotschaftern der Stadt Magdeburg ernannt
- 2020 wurden die Da Rookies in zwei Kategorien für den Musikpreis OPUS Klassik (ehemals Echo Klassik) nominiert
- 2023 Wahl zum Magdeburger des Jahres